# Qatar Foundation
La Fundación Catar para la Educación, la Ciencia y el Desarrollo de la Comunidad (QF) (en árabe: مؤسسة قطر, en inglés: Qatar Foundation) es una entidad privada sin fines de lucro en el estado de Catar, fundada en 1995 por decreto del Jeque Hamad bin Jalifa Al-Thani, Emir de Catar. Está financiada en parte por el gobierno de dicho estado y su presidenta es la jequesa Mozah bint Nasser Al Missned. El objetivo de la Fundación de Catar es 

"apoyar a Qatar en su viaje de una economía del petróleo a una economía del conocimiento mediante el desbloqueo del potencial humano".

La Fundación Catar lleva a cabo esta misión a través de tres pilares: la educación, la ciencia e investigación y desarrollo de la comunidad. El trabajo de la fundación en el campo de la educación ha llevado a una serie de universidades internacionales a Catar para ayudar a que los jóvenes puedan desarrollar las actitudes y habilidades necesarias para la economía del conocimiento. Su principal agenda de investigación y ciencia es la construcción de la capacidad tecnológica y de innovación de Catar, mediante el desarrollo y comercialización de soluciones a través de las ciencias fundamentales. Sus programas de desarrollo comunitario tienen por objeto ayudar a fomentar una sociedad progresista, al tiempo que mejoran el paisaje cultural, la protección del patrimonio de Catar y hacer frente a las necesidades sociales inmediatas de la comunidad.[cita requerida]
Sociedades de empresas conjuntas en las áreas de diseño, las TIC, las telecomunicaciones, los estudios de política y gestión de eventos también contribuyen a la consecución de los objetivos de la Fundación Catar.

## Educación
En la educación primaria y secundaria, la Fundación de Catar tiene varios esfuerzos:
- Qatar Academy y Qatar Al Khor Academy son escuelas de primaria y secundaria que ofrecen programas académicos internacionales e integrales.
- El Programa Puente Académico es un programa de escuela postsecundaria que ayuda a los estudiantes en la transición de la escuela secundaria a la universidad.
- El Instituto de Educación Awsaj es un programa educativo que provee asistencia e intervenciones a estudiantes que experimentan dificultades académicas.
- la Academia de Liderazgo de Catar es una asociación entre la Fundación de Catar y las Fuerzas Armadas de Catar, que tiene como objetivo fomentar no sólo lo académico sino también el desarrollo deportivo, social y el carácter de sus alumnos.

En la educación superior, la Fundación de Catar ha establecido sucursales de campus universitarios de ocho universidades internacionales en la Ciudad de la Educación (el campus de la educación de la QF):
- En 1998 abre la Virginia Commonwealth University, que ofrecen programas de arte y diseño.[3]
- En 2002 abre el Colegio Médico Weill Cornell, que ofrece un dos años de pre-medicina y un programa de cuatro años de medicina que lleva a un grado de Doctor en Medicina (MD).[4]
- En 2003 abre la Universidad de Texas A&M, que ofrecen programas en ingenierías química, del petróleo, eléctrica y mecánica.[5]
- En 2004 abrió la Universidad de Carnegie Mellon en Catar, que ofrece programas en ciencias de la computación, negocios y sistemas de información.[6]
- En 2005 abre la Escuela de Servicio Exterior de Georgetown, que ofrece programas en asuntos internacionales.[7]
- En 2008 abrió el campus de la Universidad Northwestern en Catar, que ofrece programas de periodismo y comunicación.
- En 2011 abre la Escuela de Estudios Superiores de Comercio de París, que ofrece programas de educación a ejecutivos de mitad de su carrera y a altos ejecutivos.
- También en 2011 abre el University College de Londres, que ofrece estudios de postgrado en estudios de museos, la conservación y la arqueología, en colaboración con la Autoridad de Museos de Catar. El primer ingreso de estudiantes fue en agosto de 2012.[8]

Estos establecimientos internacionales están localizados junto a la Facultad de Estudios Islámicos de Catar, la que comenzó sus clases de postgrado en el año académico 2007-2008. Esta es un centro internacional para el pensamiento islámico y el diálogo, que tiene como objetivo producir estudiosos que se fundamenten en la práctica la fe islámica y la civilización. Ofrece maestrías en finanzas islámicas, estudios islámicos contemporáneos y política pública islámica.
Aproximadamente la mitad de los estudiantes de estas universidades son de Catar. Alrededor de 90 nacionalidades diferentes están representadas en los estudiantes, profesores y personal de Educación de la Ciudad.
Como parte de los esfuerzos de la Fundación para promover la educación, ésta patrocina la Cumbre Mundial de Innovación para la Educación (WISE), un foro mundial que reúne a actores de la educación, líderes de opinión y tomadores de decisiones de todo el mundo para discutir temas educativos. La cumbre se ha celebrado anualmente en Doha desde el 2009. En la tercera edición, se le otorgó el primer premio WISE para la Educación, consistente en USD 500,000 a Sir Fazle Hasan Abed, fundador y presidente de BRAC.

## Ciencia e investigación
El objetivo principal de la Fundación de Catar en este campo es ayudar a construir la innovación de Catar y la capacidad tecnológica mediante el desarrollo y comercialización de soluciones en las ciencias fundamentales. QF también está desarrollando una estrategia de investigación basada en complementar los esfuerzos de investigación qataríes con experiencia en el extranjero, para construir redes que proporcionan soluciones de cosecha propia para Catar y la región.
Una división de investigación se estableció en la QF en 2007 para gestionar el desarrollo de una comunidad científica en Catar. Ha sido sede de varias conferencias internacionales en las esferas de la biotecnología, la nanotecnología y la investigación con células madre.
Los proyectos de investigación y ciencia de la Fundación de Catar incluyen:
- Fondo Nacional de Investigación de Catar (QNRF) financia y apoya investigación original, seleccionada en forma competitiva, tanto por investigadores internacionales como locales para proyectos que se ajusten a la estrategia nacional de investigación de Catar y que incorpore un socio basado en Catar.
- Qatar Science & Technology Park (QSTP) es un centro de investigación y desarrollo y la primera zona de libre comercio de Catar, fue inaugurado en marzo de 2009. Más de $ 300 millones han sido invertidos para crear una instalación de clase mundial. Algunos de los inquilinos son: ExxonMobil, Royal Shell, Total, Rolls-Royce, EADS y de Microsoft.
- Instituto de Investigación Biomédica de Catar.
- Instituto Catarí de Investigación de Energía y Medio Ambiente.
- el Instituto de Investigación Informática de Catar (en árabe: معهد قطر لبحوث الكمبيوتر) (QCRI) que lleva investigación multidisciplinaria de clase mundial en informática aplicada que sea relevante para las necesidades de Catar, de la región árabe en general y del mundo, potenciando el patrimonio histórico, lingüístico y cultural único de Catar.
- Centro médico y de Investigación Sidra, un nuevo centro académico ciencias de la salud dotado con $ 7,900 millones, que se inauguró a fines de 2012. Sidra abarcará la atención clínica, educación médica e investigación biomédica.[11]

Otras iniciativas de ciencia e investigación incluyen:
- Instituto de Política RAND de Catar, que ofrece análisis de los problemas de política pública y ayuda a implementar soluciones de largo plazo para los clientes en toda la región.
- Programa de Liderazgo de Ciencia de Catar, que tiene como objetivo desarrollar a licenciados en ciencias qataríes prometedores para que se conviertan en futuros líderes de investigación mediante la organización de pasantías.
- Los programas universitarios de investigación - la mayoría de las universidades en el campus de la Fundación de Catar ejecuta sus propios programas de investigación, a menudo colaborando con los propios QF los cuerpos de investigación aplicada para aportar nuevas ideas a la comercialización.
- Programas de investigación QF - además de los programas universitarios, QF ha formado alianzas internacionales, entre ellos con el Instituto James Baker para Políticas Públicas (parte de la Universidad de Rice) y con la Royal Society.
- La Serie de Conferencias Distinguidas introduce a estudiantes de Catar, investigadores y público en general a la ciencia de clase mundial y los científicos.
- Qscience.com publica artículos de investigación revisados por pares, de alta calidad y de acceso libre.
- Estrellas de la ciencia es un reality show con jóvenes innovadores árabes que compiten para transformar sus ideas en productos comercializables.

En junio de 2011 la Fundación de Catar fue anfitrión de la séptima edición de la Conferencia Mundial de Periodistas Científicos, que había sido programada para tener lugar en El Cairo, pero que se trasladó a Doha como resultado de la Revolución de Egipto del 2011.

## Desarrollo de la Comunidad
Las iniciativas de la Fundación de Catar de desarrollo de la comunidad se dividen en tres categorías - el fomento de una sociedad progresista, la mejora de nuestra vida cultural y la protección del patrimonio de Catar, y abordar las necesidades sociales inmediatas de la comunidad.
El fomento de una sociedad progresista adecuado para la economía del conocimiento:
- Los debates de Doha, una iniciativa de la Fundación, se rodó en Ciudad de la Educación y fue transmitido por la BBC World.[1]
- Lakom Al Karar ("la decisión es suya") un programa nacional de discusión televisada con los políticos.
- QatarDebate ofrece talleres de debate y concursos para elevar el nivel de la discusión abierta entre los estudiantes en Catar. Fue sede de los Colegios del Mundo del Debate del Campeonato en 2010.
- Feria de Empleo de Catar, un evento anual que presenta la gama de oportunidades de carrera de orientación, educación, empleo, capacitación y desarrollo disponibles para los estudiantes y graduados de Catar.

Aumento de la vida cultural y la protección del patrimonio de Catar:
- Canal Al Jazeera para la Infancia es parte de la Fundación de Catar y se emite desde la Ciudad de la Educación junto con su hermana de preescolar del canal árabe, Baraem.
- Al Shaqab es un centro de recursos de educación equina. Entre sus instalaciones ecuestres son una academia de equitación, un complejo de entrenamiento de resistencia y un centro para la cría y exhibición de clase mundial caballos árabes.
- Biblioteca patrimonio árabe e islámico tiene una valiosa colección de libros, publicaciones periódicas, manuscritos, mapas e instrumentos científicos que data del siglo XV.
- Mathaf - el Museo Árabe de Arte Moderno se inauguró en 2010 en asociación con la Autoridad de Museos de Catar y es sede de exposiciones, programas y eventos que explorar y celebrar el arte de los artistas árabes.
- Msheireb es un desarrollo comercial al sur de la zona de Diwan, mostrando lo mejor práctica de la arquitectura en la reconstrucción de un nuevo corazón para la ciudad. Este proyecto, originalmente llamado "Corazón de Doha", pasó a llamarse "Msheireb" [5] en referencia al nombre histórico de la zona.
- La orquesta filarmónica de Catar fue fundada en 2008 y consta de 101 músicos. Su objetivo es mejorar la cultura musical en Catar y más allá.

Abordar las necesidades sociales inmediatas de la comunidad:
- Reach Out To Asia (ROTA) es una iniciativa de caridad enfocada en ayudar a los proyectos de desarrollo comunitario en los países asiáticos. Se ha respondido a las crisis en lugares como: Pakistán, Indonesia, Líbano y Gaza.
- la Asociación de Diabetes de Catar ofrece programas y servicios a las personas que hacen frente a la diabetes, un problema importante en la región de Oriente Medio.
- Centro de Desarrollo Social ejecuta los programas focalizados de la comunidad para ayudar a las familias de Catar lograr la autosuficiencia. * Se promueve la creación de familias estables y autosuficientes, ofreciendo capacitación en el trabajo y generar una ética de trabajo positiva en familias de bajos ingresos, las mujeres y los jóvenes.
- El Instituto Internacional de Doha para Estudios de la Familia y el Desarrollo lleva a cabo investigaciones y promueve becas en el fundamento jurídico, sociológico, científico y de la familia natural como unidad fundamental de la sociedad.

## Proyectos compartidos
La necesidad de ciertas habilidades especializadas ha sido identificada dentro de la economía de Catar. Mientras que la Fundación de Catar puede recurrir a un servicio desde fuera de la región para satisfacer necesidades a corto plazo, se cree que el futuro está en la construcción de los conocimientos locales a fin de que Catar pueda lograr la sustentabilidad.
Por lo tanto, la Fundación de Catar ha establecido una serie de proyectos compartidos comerciales con socios globales. Los beneficios generados son compartidos por ambas partes, con los beneficios de la Fundación de Catar siendo reinvertidos en sus actividades sin fines de lucro.
- Fitch Qatar es una empresa de diseño conjunto que crea y desarrolla marcas de identidades corporativas para empresas y otras organizaciones.
- Qatar MICE Development Institute (QMDI) es un joint venture con Singex Global, trayendo la excelencia mundial en las conferencias de gestión, convenciones y otros eventos.
- Qatar National Convention Centre (en construcción) se espera que sea inaugurado en 2011. Además, proporcionará las instalaciones para convenciones, incluyendo un auditorio de 2.300 asientos.
- Vodafone Qatar el segundo operador móvil en Catar lanzó marzo de 2009.
- MEEZA es un proveedor de servicios TI enfocado al mercado de las empresas.
- Qatar Solar Technologies (QSTec) está construyendo una planta de producción en la ciudad industrial de Ras Laffan, que producirá una cantidad inicial de 4.000 toneladas de polisilicio al año.
- Bloomsbury Publishing Qatar Foundation publica libros en árabe y en inglés para promover la cultura de alfabetización en toda la región.
- Bloomsbury Qatar Foundation es una editorial de revistas académicas de Acceso abierto revisada por pares que pondrá la investigación de la región a disposición del resto del mundo.

## Patrocinios
El 10 de diciembre de 2010 el FC Barcelona anunció que había acordado un contrato de patrocinio con la Fundación de Catar para su camiseta por valor de hasta €170 millones en 5 años, poniendo fin a la tradición de Barcelona de no aceptar el pago para los patrocinadores que aparecen en su camiseta.
El 4 de octubre de 2011, la Fundación Wikimedia ha anunciado que va a trabajar con la Fundación de Catar para apoyar el crecimiento de la Wikipedia en árabe.